# 波尔尼克
波尔尼克（法語：Pornic，法語發音：[pɔʁnik] ⓘ），法国西部城市，卢瓦尔河地区大区大西洋卢瓦尔省的一个市镇，隶属于圣纳泽尔区，其市镇面积为94.18平方公里，2022年1月1日时人口数量为18,382人，在法国城市中排名第612位。
波尔尼克位于大西洋卢瓦尔省西南部，大西洋海滨，近代因港口贸易而兴盛，现代为区域性的旅游度假中心城市。

## 地名来源
波尔尼克的地名来源尚存在争议，法国历史学家奥古斯特·隆尼翁认为“Pornic”一名出自人名“Prunius”；法国地名学家阿尔贝·多扎则认为波尔尼克出自古布列塔尼语单词“porzh”或拉丁语“portus”，意为“港口”，其对应的现代法语单词为“port”。

## 历史

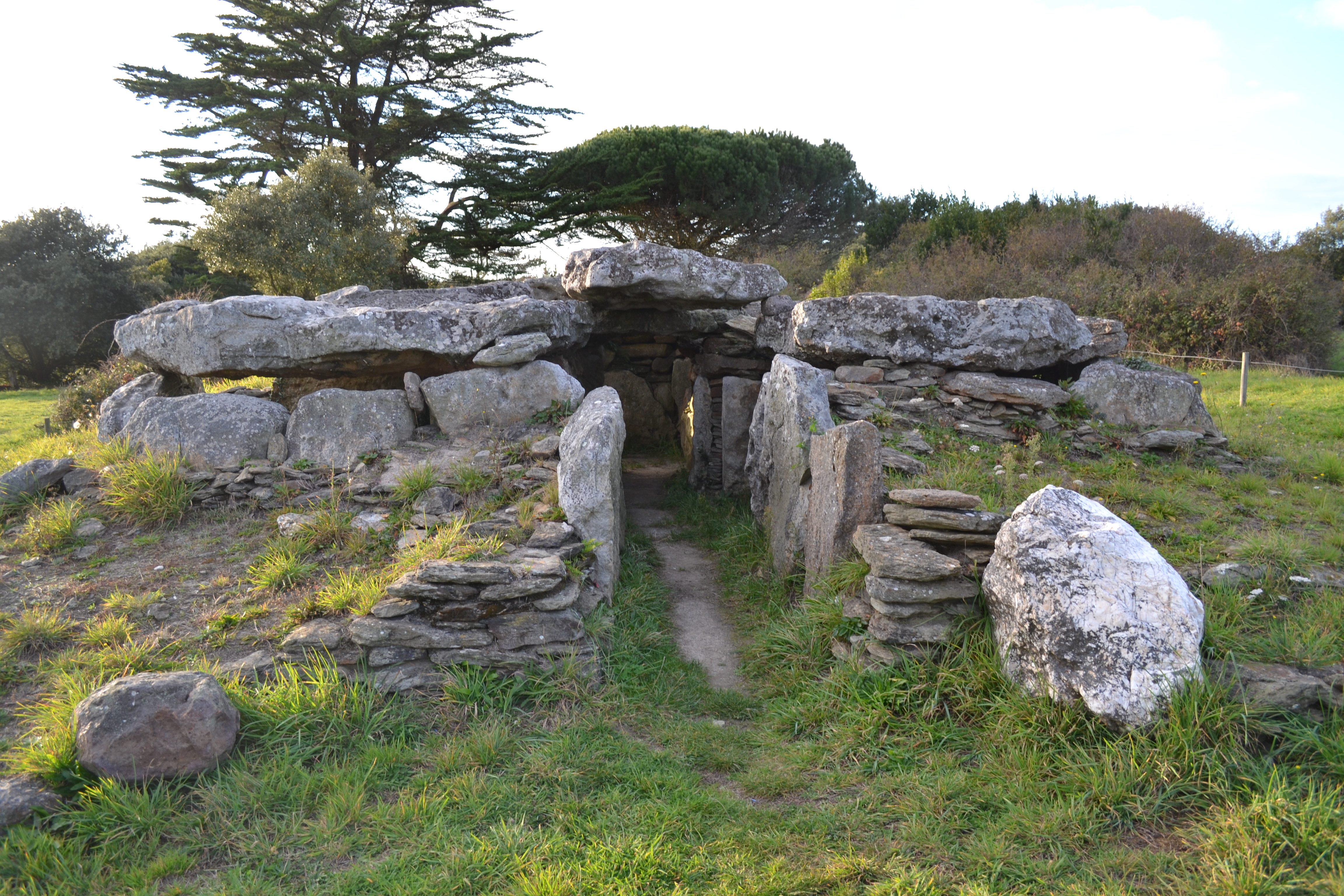
波尔尼克境内的一处巨石阵

根据当地官方网站的论述，波尔尼克境内的圣玛丽悬崖地区（falaises de Sainte-Marie）在公元前五千年时的中石器时代就已出现人类活动。罗马人入侵后，波尔尼克地区被划入阿基坦及下普瓦图。公元8世纪时，波尔尼克所在的大西洋沿岸地区多次遭遇维京人入侵，为将强防御，法兰克国王虔诚者路易将包括波尔尼克在内的下普瓦图西北部区域设立为埃尔博日伯国。公元851年，布列塔尼将领埃里斯波埃在让格朗战役获得胜利，根据此后签订的《昂热条约》（Traité d'Angers），埃尔博日伯国被布列塔尼控制。公元942年，布列塔尼公爵阿兰二世在波尔尼克建成了一处防御城堡。百年战争期间，英格兰军队曾于1342年攻占波尔尼克。16世纪后，波尔尼克所在的布列塔尼被并入法兰西王国。17世纪后，随着新航路开辟及海洋运输的兴起，波尔尼克逐渐发展成为一个区域性的商贸港口，当地于1609年建成了集市大堂。18世纪后，波尔尼克与魁北克之间交流密切，鳕鱼是彼时当地重要的贸易产品。法国大革命后，波尔尼克成为下卢瓦尔省（现大西洋卢瓦尔省）的一个市镇。旺代战争期间，波尔尼克曾为重要的战略目标，共和党人曾在1793年3月23日的战役中取得胜利，但仅四天后就被旺代军反攻。1875年，波尔尼克海滨浴场以及连接南特和波尔尼克之间的铁路建成开放。自19世纪末起，波尔尼克逐渐发展成为一座重要的海滨度假旅游城市，苏俄政治家弗拉基米尔·列宁和德国画家马克斯·恩斯特等人物曾游览或短居于波尔尼克。第二次世界大战期间，波尔尼克曾遭遇多次轰炸，其所在的泛卢瓦尔河口地区在1940年6月17日的袭击中遭遇重创，造成约四千至七千人身亡。1973年，滨海勒克利永和圣玛丽两个市镇整体并入波尔尼克。

## 地理

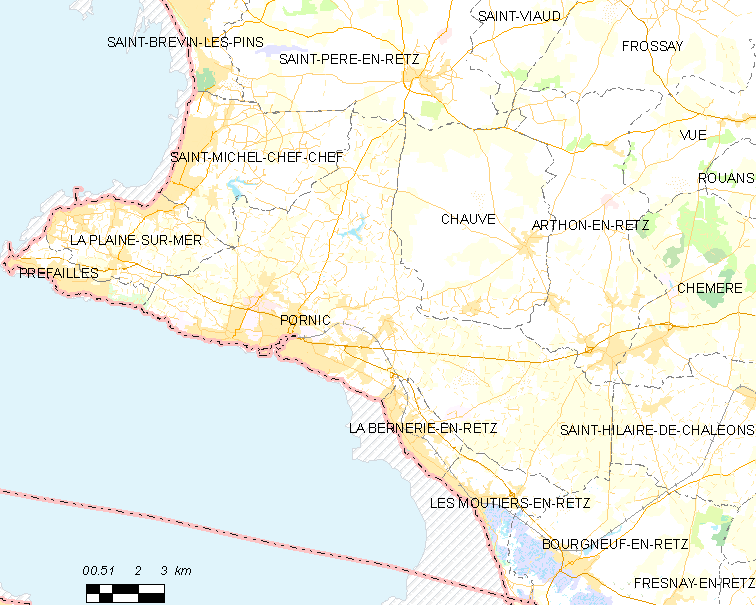
波尔尼克市镇范围地图

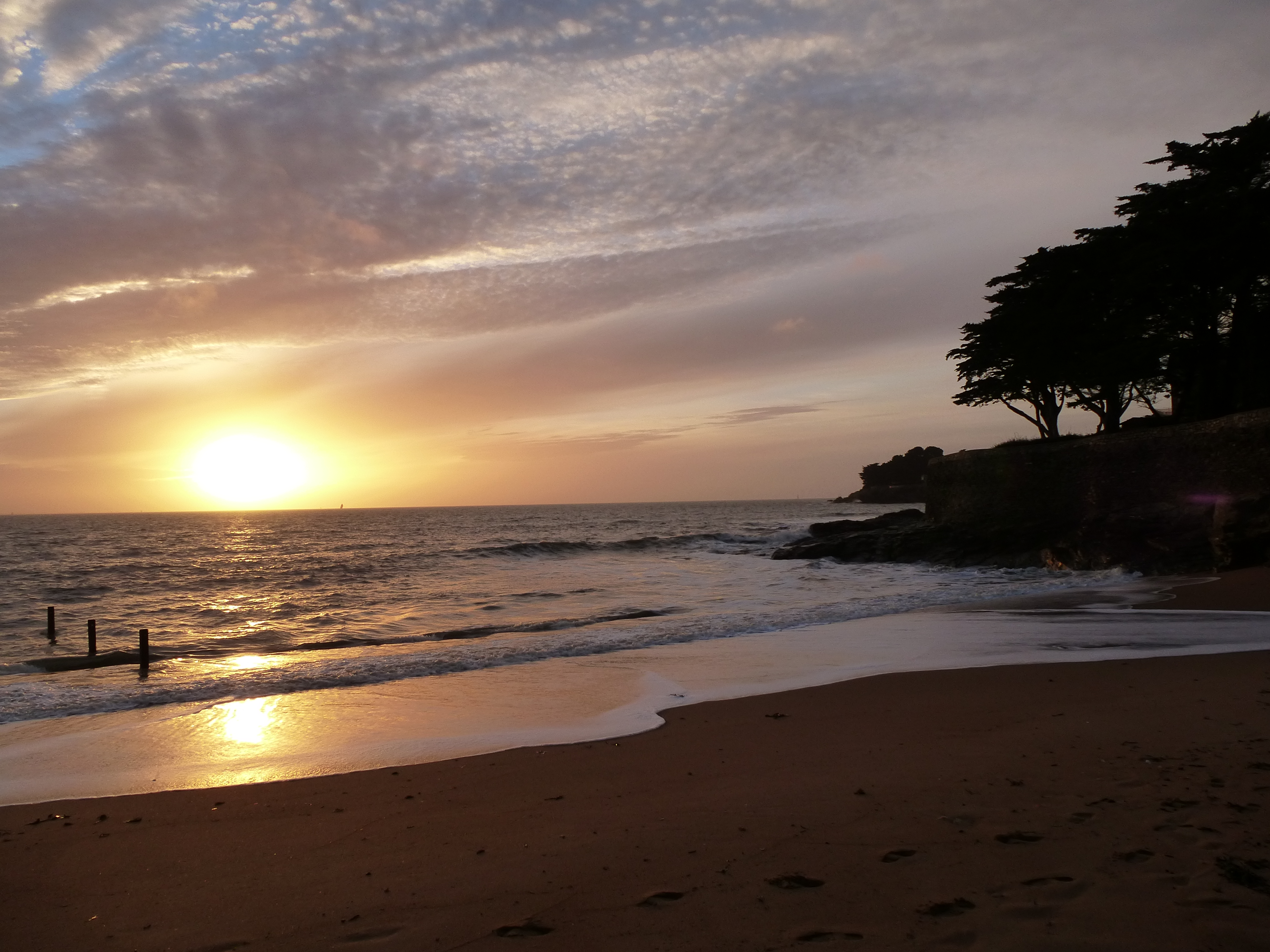
波尔尼克海滩日落景观

波尔尼克位于法国西部，卢瓦尔河地区大区西部和大西洋卢瓦尔省西南部，距离省会南特大约50公里。与波尔尼克接壤的市镇包括：圣米歇尔谢夫谢夫、雷地区圣佩尔、滨海拉普兰、普雷法耶、绍韦、雷地区绍姆、圣伊莱尔德沙莱翁、雷地区拉贝尔讷里、雷地区莱穆捷和雷地区新城。

### 地形
波尔尼克位于阿摩里卡丘陵南侧外缘地带，雷地区腹地，境内以平原和浅丘为主，市镇中心地势较为平坦，部分区域有陡坡甚至悬崖分布，全境海拔在0到31米之间。

### 水文
波尔尼克位于布尔讷夫湾北侧，上佩尔什运河自东北向西南流经波尔尼克市中心，并在此注入大西洋；市区北侧另有人工水坝拦截形成的圣马丁谷塘（Étang du Val Saint-Martin）。

### 植被
波尔尼克属于温带阔叶混交林区，林地主要分布于河流附近，境内多博卡日。
在鲜花城市的评比中，波尔尼克暂未被评级。

### 气候
波尔尼克在柯本气候分类法中属于温带海洋性气候。
波尔尼克境内设有常年气象站，以下为该气象站的数据（其中日照数据取自南特）：
| 波尔尼克1981年－2019年 | 波尔尼克1981年－2019年 | 波尔尼克1981年－2019年 | 波尔尼克1981年－2019年 | 波尔尼克1981年－2019年 | 波尔尼克1981年－2019年 | 波尔尼克1981年－2019年 | 波尔尼克1981年－2019年 | 波尔尼克1981年－2019年 | 波尔尼克1981年－2019年 | 波尔尼克1981年－2019年 | 波尔尼克1981年－2019年 | 波尔尼克1981年－2019年 | 波尔尼克1981年－2019年 |
| 月份                   | 1月                    | 2月                    | 3月                    | 4月                    | 5月                    | 6月                    | 7月                    | 8月                    | 9月                    | 10月                   | 11月                   | 12月                   | 全年                   |
| ---------------------- | ---------------------- | ---------------------- | ---------------------- | ---------------------- | ---------------------- | ---------------------- | ---------------------- | ---------------------- | ---------------------- | ---------------------- | ---------------------- | ---------------------- | ---------------------- |
| 历史最高温 °C（°F）    | 16.1 (61.0)            | 18.8 (65.8)            | 25.3 (77.5)            | 28.4 (83.1)            | 32.5 (90.5)            | 37.3 (99.1)            | 37.5 (99.5)            | 38.1 (100.6)           | 33.8 (92.8)            | 30 (86)                | 20.8 (69.4)            | 16 (61)                | 38.1 (100.6)           |
| 平均高温 °C（°F）      | 9 (48)                 | 10 (50)                | 13 (55)                | 15.6 (60.1)            | 19.1 (66.4)            | 22.4 (72.3)            | 24.3 (75.7)            | 24.5 (76.1)            | 22.1 (71.8)            | 17.6 (63.7)            | 12.9 (55.2)            | 9.5 (49.1)             | 16.7 (62.1)            |
| 日均气温 °C（°F）      | 6.6 (43.9)             | 7 (45)                 | 9.5 (49.1)             | 11.5 (52.7)            | 14.9 (58.8)            | 17.9 (64.2)            | 19.8 (67.6)            | 19.9 (67.8)            | 17.6 (63.7)            | 14.2 (57.6)            | 10 (50)                | 7.1 (44.8)             | 13 (55)                |
| 平均低温 °C（°F）      | 4.1 (39.4)             | 4 (39)                 | 5.9 (42.6)             | 7.4 (45.3)             | 10.8 (51.4)            | 13.4 (56.1)            | 15.3 (59.5)            | 15.2 (59.4)            | 13.2 (55.8)            | 10.8 (51.4)            | 7.1 (44.8)             | 4.6 (40.3)             | 9.3 (48.7)             |
| 历史最低温 °C（°F）    | −10.5 (13.1)           | −11.2 (11.8)           | −6.8 (19.8)            | −3 (27)                | 0 (32)                 | 5 (41)                 | 7 (45)                 | 7.5 (45.5)             | 3 (37)                 | −0.6 (30.9)            | −5.5 (22.1)            | −8 (18)                | −11.2 (11.8)           |
| 平均降水量 mm（）      | 74.9 (2.95)            | 63.2 (2.49)            | 55.5 (2.19)            | 51.1 (2.01)            | 59.1 (2.33)            | 35.9 (1.41)            | 38.6 (1.52)            | 32.5 (1.28)            | 62.4 (2.46)            | 91 (3.6)               | 90 (3.5)               | 83.9 (3.30)            | 738.1 (29.06)          |
| 月均日照時數           | 73.2                   | 97.3                   | 141.3                  | 169.8                  | 189                    | 206.5                  | 213.7                  | 226.8                  | 193.8                  | 118.2                  | 85.8                   | 76.1                   | 1,791.5                |
| 来源：infoclimat.fr    |                        |                        |                        |                        |                        |                        |                        |                        |                        |                        |                        |                        |                        |

## 行政区划
波尔尼克的市镇编号为44131，邮政编号为44210。
在行政管理方面，波尔尼克隶属于法国卢瓦尔河地区大区大西洋卢瓦尔省圣纳泽尔区；在地方选举方面，波尔尼克是波尔尼克县的中央投票站所在地，其市镇范围全境被划入大西洋卢瓦尔省第九选区；在社会管理方面，波尔尼克是波尔尼克雷地区城市圈公共社区的办公驻地。
截至2023年2月，波尔尼克市镇范围内暂无城市敏感街区及城市政策优先街区。
法国国家统计与经济研究所（简称）在进行数据统计时，将波尔尼克及相邻的另外两个市镇设为波尔尼克城市核心区（Unité urbaine de Pornic）以及波尔尼克城市区（Aire urbaine de Pornic）。自2020年起，波尔尼克城市区被包含7个市镇的波尔尼克城市辐射区代替。此外，还将波尔尼克市镇整体看作一个“块区”（IRIS），以便于统计人口分布情况。

## 交通

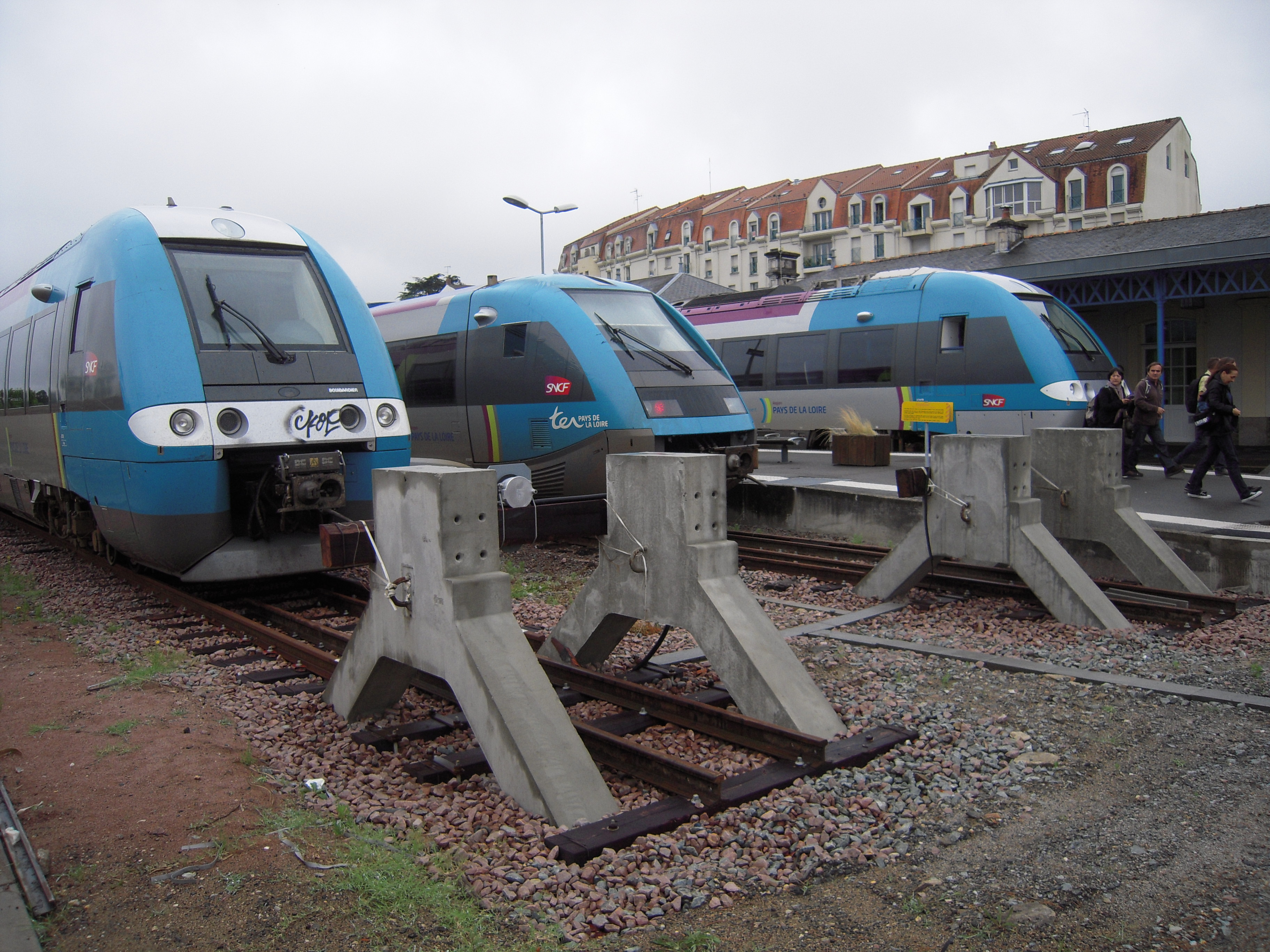
波尔尼克火车站内停靠的区域列车

### 公路
大西洋卢瓦尔省省道D6线、D13线、D66线、D67线、D86线、D97线、136线、D213线、D286线和D751线在波尔尼克境内交汇，大西洋卢瓦尔省城际客运下属的城际客运303线和315线经过波尔尼克，可前往南特、圣纳泽尔、圣米歇尔谢夫谢夫等地。
|  | 52 |

| 南特 | 50 |

| 圣纳泽尔 | 29 |

| 圣布雷万莱潘 | 17 |

2019年，52.5%的波尔尼克家庭拥有至少一辆私人汽车。2019年，波尔尼克境内共发生各类交通事故5起，造成7人受伤，其中4人重伤。

### 铁路
波尔尼克是圣帕扎讷－波尔尼克铁路的终点。波尔尼克站位于市中心，停靠前往南特的区域列车。

### 航空
距离波尔尼克最近的民用航空站为南特机场，距离波尔尼克市中心的公路里程约45公里。

### 城市公共交通
波尔尼克城市公共交通系统由当地市政府负责管理，每年七、八两月运营，路网覆盖了波尔尼克市区内的主要街道和居民区。

## 政治

### 市政内阁

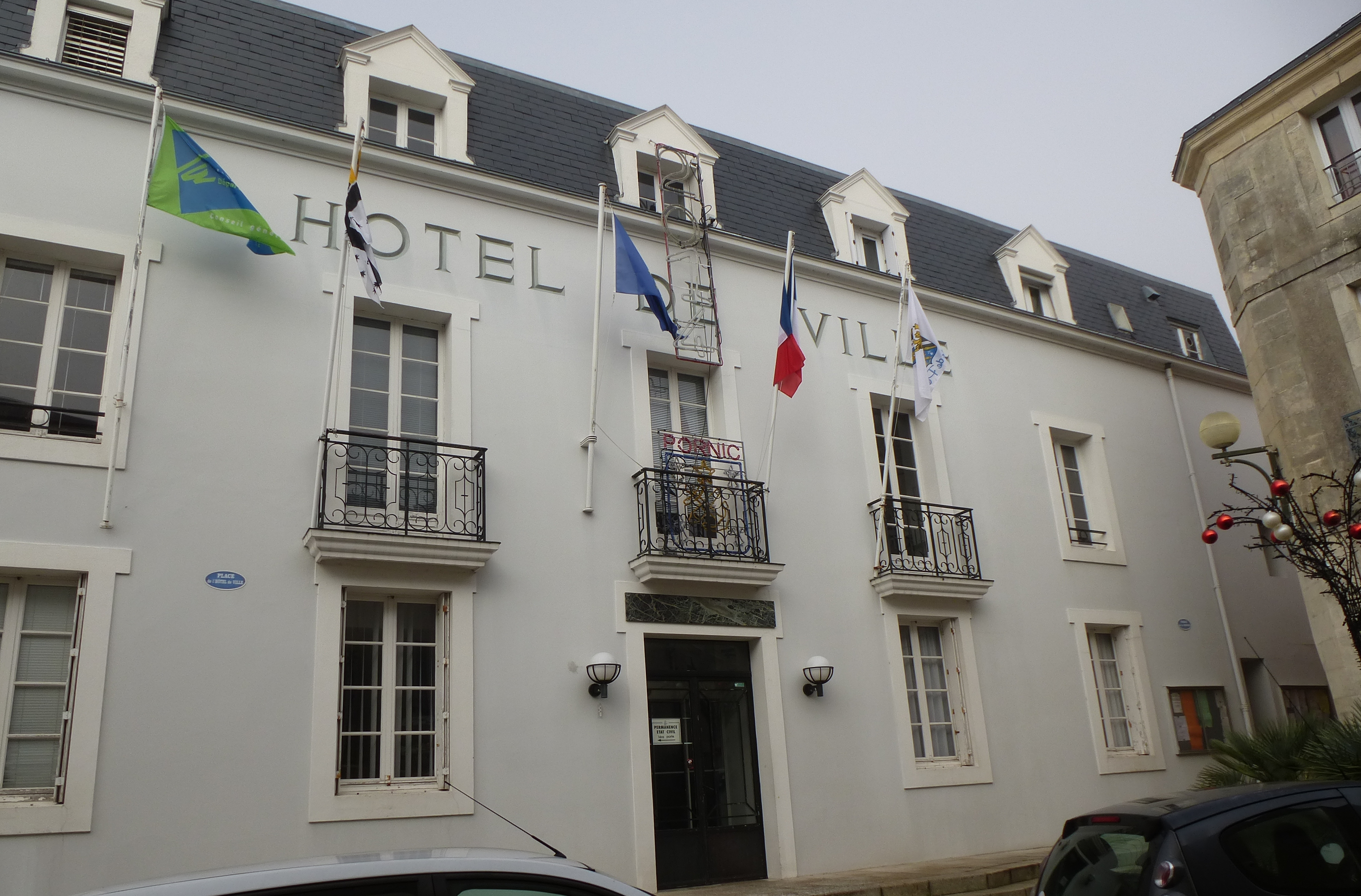
波尔尼克市政厅

波尔尼克的现任市长为让-米歇尔·布拉尔先生（Jean-Michel BRARD），他是一名右翼无党派人士，在2020年的市政选举中获得了69.60%的支持率。
| 波尔尼克历届市长 | 波尔尼克历届市长                   | 波尔尼克历届市长                 |
| 任期             | 市长                               | 党派                             |
| ---------------- | ---------------------------------- | -------------------------------- |
| 1944年－1973年   | Fernand DE MUN 费尔南·德曼         | 不详                             |
| 1971年－1973年   | Jean COUROT 让·库罗                | RI独立激进党                     |
| 1973年－1983年   | Joseph GIRARD 约瑟夫·吉拉尔        | DVD右翼无党派人士                |
| 1983年－1985年   | Albert JEAN 阿尔贝·让              | UDF法国民主联盟 →CDS社会民主中心 |
| 1985年－1993年   | Gilbert POLLONO 吉尔贝·波洛诺      | DVD右翼无党派人士                |
| 1993年－2014年   | Philippe BOËNNEC 菲利普·博埃内克   | RPR保衛共和聯盟 →UMP人民运动联盟 |
| 2014年－         | Jean-Michel BRARD 让-米歇尔·布拉尔 | DVD右翼无党派人士                |

### 各级选举
| 波尔尼克历届投票选举结果 | 波尔尼克历届投票选举结果 | 波尔尼克历届投票选举结果 | 波尔尼克历届投票选举结果 | 波尔尼克历届投票选举结果          | 波尔尼克历届投票选举结果 | 波尔尼克历届投票选举结果 | 波尔尼克历届投票选举结果          | 波尔尼克历届投票选举结果 | 波尔尼克历届投票选举结果 |
| 选举项目                 | 选举范围                 | 选区单位                 | 选区单位内的选举结果     | 选区单位内的选举结果              | 选区单位内的选举结果     | 选区单位内的选举结果     | 选区单位内的选举结果              | 选区单位内的选举结果     | 参考资料                 |
| 选举项目                 | 选举范围                 | 选区单位                 | 第一轮胜出者             | 第一轮胜出者                      | 支持率                   | 第二轮胜出者             | 第二轮胜出者                      | 支持率                   | 参考资料                 |
| ------------------------ | ------------------------ | ------------------------ | ------------------------ | --------------------------------- | ------------------------ | ------------------------ | --------------------------------- | ------------------------ | ------------------------ |
| 2017年法國總統選舉       | 法國                     | 市镇                     |                          | 弗朗索瓦·菲永                     | 30.54%                   |                          | 埃马纽埃尔·马克龙                 | 75.03%                   | [ 28 ]                   |
| 2017年法国立法选举       | 大西洋卢瓦尔省第九选区   | 市镇                     |                          | 亚尼克·奥里                       | 39.42%                   |                          | 亚尼克·奥里                       | 59.06%                   | [ 28 ]                   |
| 2019年欧洲议会选举       | 法國                     | 市镇                     |                          | 纳塔莉·卢瓦索                     | 31.15%                   | （不适用）               | （不适用）                        | （不适用）               | [ 30 ]                   |
| 2021年法国省级选举       | 大西洋卢瓦尔省           | 县                       |                          | 皮埃尔·马丁 克里斯蒂亚娜·范戈泰姆 | 48.89%                   |                          | 皮埃尔·马丁 克里斯蒂亚娜·范戈泰姆 | 62.43%                   | [ 31 ]                   |
| 2021年法国省级选举       | 大西洋卢瓦尔省           | 市镇                     |                          | 皮埃尔·马丁 克里斯蒂亚娜·范戈泰姆 | 53.94%                   |                          | 皮埃尔·马丁 克里斯蒂亚娜·范戈泰姆 | 64.97%                   | [ 31 ]                   |
| 2021年法国大区选举       |                          | 市镇                     |                          | 克丽丝泰勒·莫朗赛                 | 41.61%                   |                          | 克丽丝泰勒·莫朗赛                 | 55.05%                   | [ 32 ]                   |
| 2022年法国总统选举       | 法國                     | 市镇                     |                          | 埃马纽埃尔·马克龙                 | 36.93%                   |                          | 埃马纽埃尔·马克龙                 | 67.99%                   | [ 28 ]                   |
| 2022年法国立法选举       | 大西洋卢瓦尔省第九选区   | 市镇                     |                          | 亚尼克·奥里                       | 31.82%                   |                          | 亚尼克·奥里                       | 63.98%                   | [ 28 ]                   |

## 人口
2019年，波尔尼克市镇人口数量为15,859，在法国排名第612位。其中男性7,495人，女性8,364人，75岁及以上人口占12.9%，外籍人口数量为169人，人口密度为168人/平方公里，当地居民被称为（男性）或（女性）。2020年，波尔尼克境内出生109人，死亡人口233人。
| 波尔尼克1901年－2020年人口变化情况 |
|                                    |
| 数据来源：Cassini、INSEE           |

## 经济
波尔尼克是一个区域性的中心城市。截止2023年2月，波尔尼克市镇范围内共有各类用人单位（包含自雇）3,636家，平均历史为15年，其中98%为中小型企业（PME），2022年12月至2023年2月间，当地的经济活力指数为0.55%。（大型零售）、（金属绳缆）及（卡车租赁）是当地2021年营业额最高的三个企业，分别为37,075,630欧元、13,347,358欧元和12,034,538欧元。

## 财政与居民收入
2021年，波尔尼克的财政收入总额为21,137,600欧元，财政支出总额为17,801,800欧元，当年的债务总额为10,637,200欧元。2021年，波尔尼克市镇通过增值税获得550,880欧元的收入，此外当地还共获得了1,035,880欧元的国家直接财政补助。
2020年，波尔尼克的人均月收入总额为2,486欧元，其中高级职员为4,367欧元，高于法国平均水平（4,230欧元）；中级职员为2,390欧元，低于法国平均水平（2,411欧元）；普通职员为1,721欧元，低于法国平均水平（1,740欧元）。
2019年，波尔尼克境内的贫困率为7%，青壮年（15至64岁）失业率为12.0%；当地59.3%的家庭拥有纳税资格，平均纳税4,237欧元，高于法国平均水平（3,910欧元）。

## 社会事务

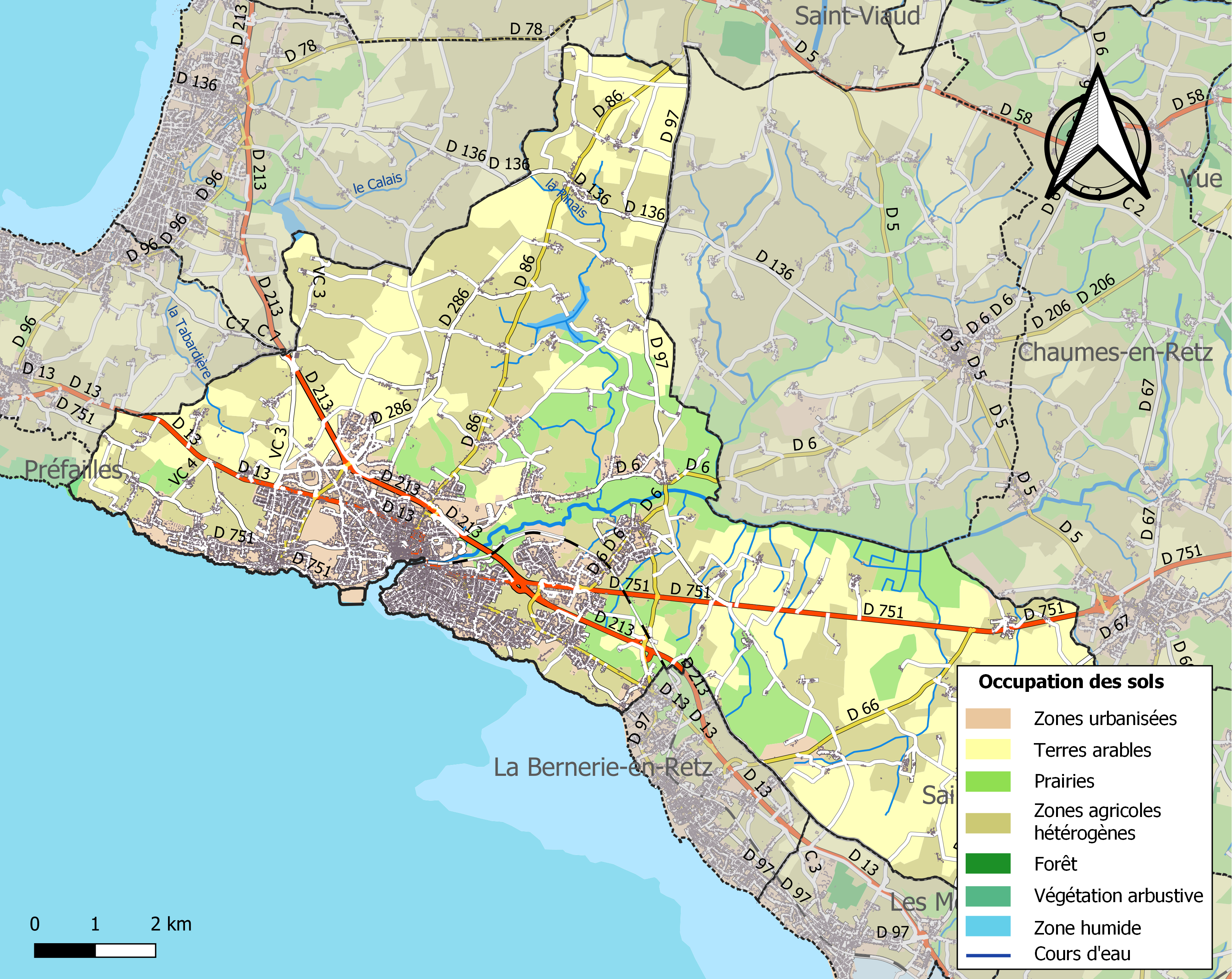
波尔尼克土地利用情况地图

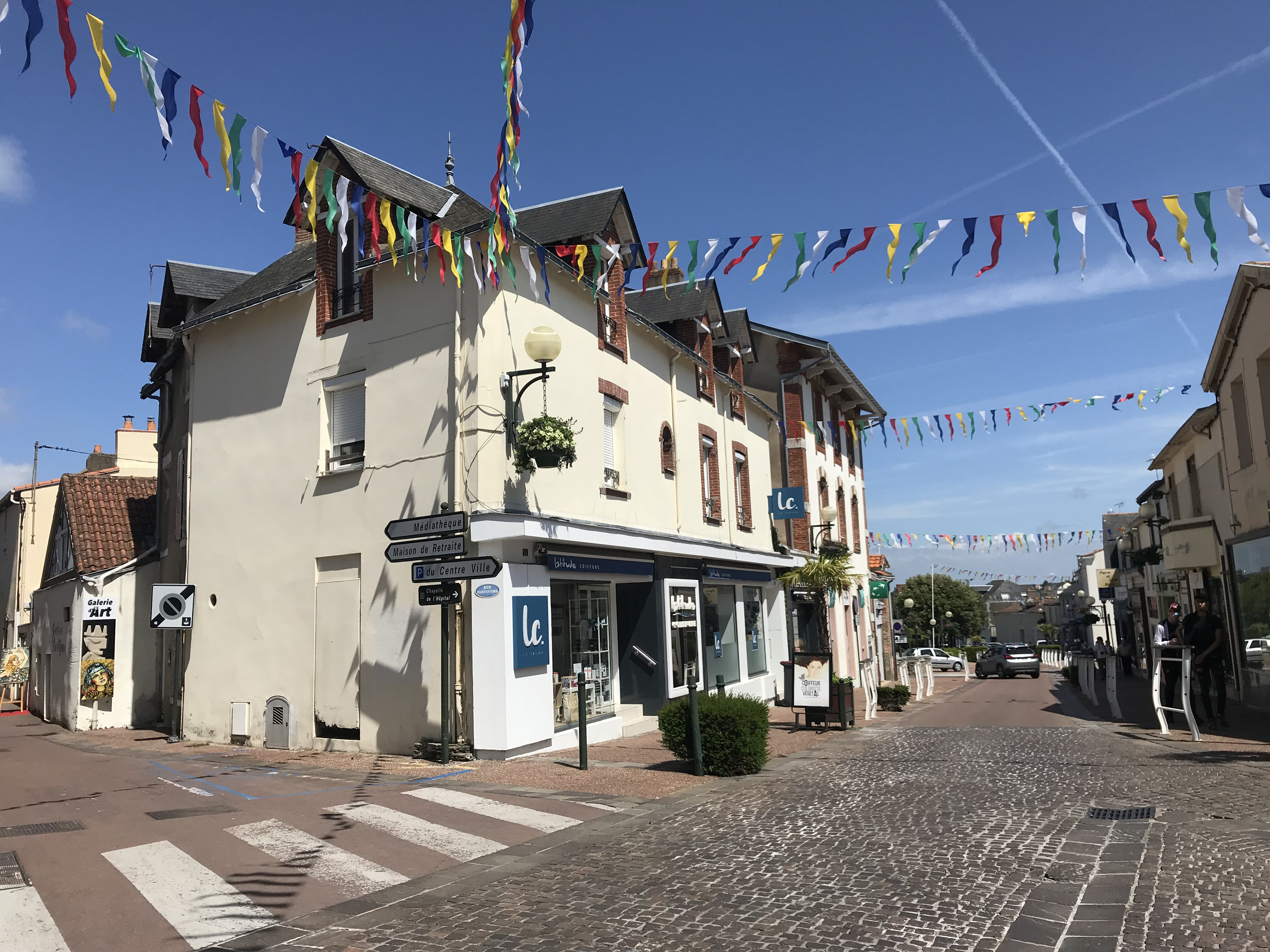
波尔尼克的一处商铺

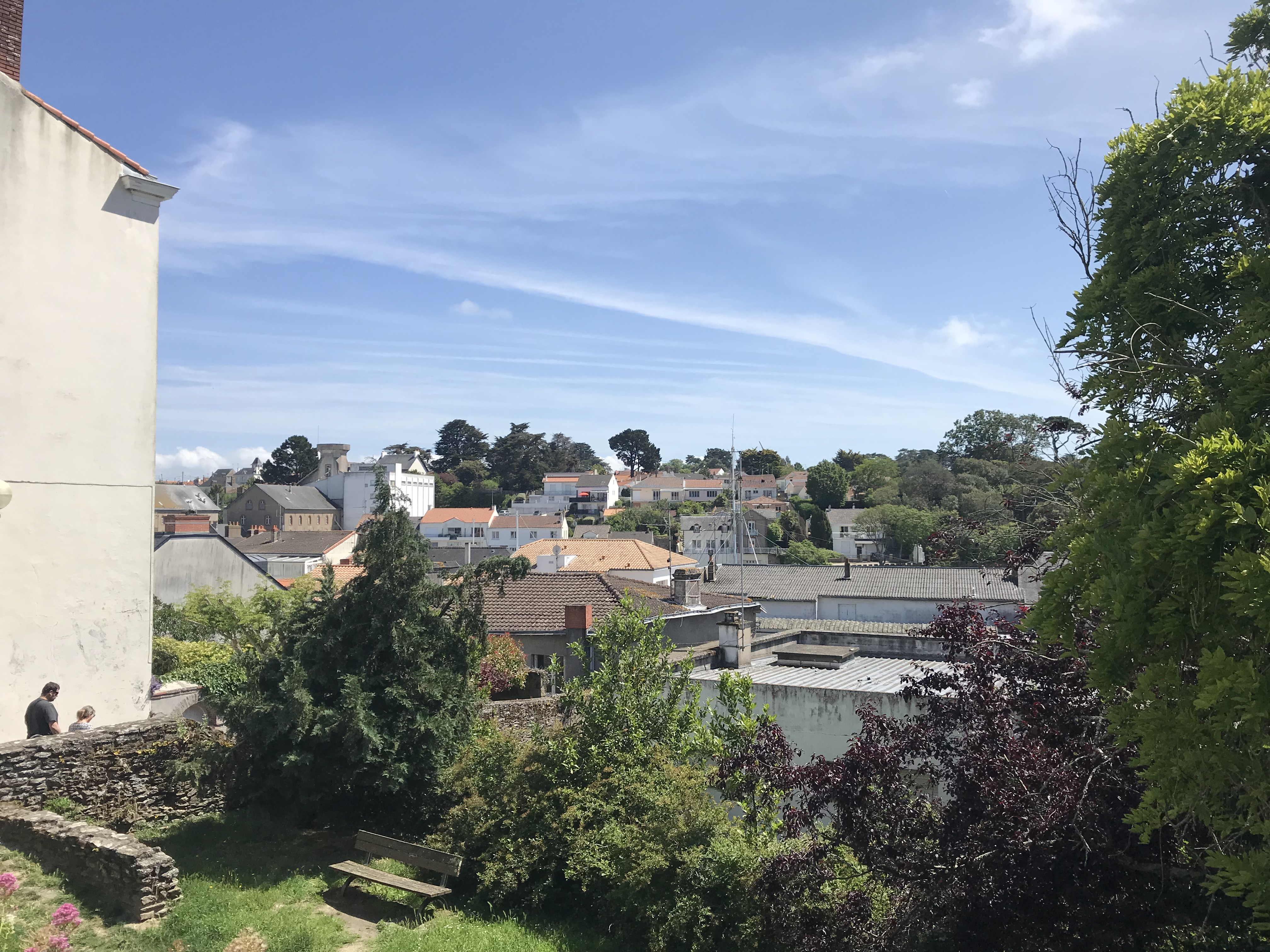
波尔尼克镇中心的居民区

### 教育
波尔尼克属于南特学区。截止2021年1月1日，波尔尼克境内共有1所幼儿园、7所小学、2所初级中学和1所普通高中。2021至2022学年度，波尔尼克境内共有在校中等教育阶段学生2,534名。

### 医疗
截止2021年1月1日，波尔尼克境内共有全科医生26名、保健师30名、牙医17名、护士21名、耳科医生1名、眼科医生26名、皮肤科医生2名和助产士4名。境内共有药房6家。
雷地区市际医院（Hôpital intercommunal du Pays de Retz）是法国的一个区域性医疗机构，该院在波尔尼克市区设有一处有60个床位的康复训练中心，一处有28个床位的长期康复中心和一处有87个床位的老年人康复中心。

### 住房
2019年，波尔尼克境内共有各类住房13,503套，其中79.7%为独立式居民区，17.8%为集中式居民区。常住房屋占波尔尼克市镇范围内居民建筑总量的57.4%。
在住房保障政策方面，2021年，波尔尼克境内共有833户家庭获得了住房经济补助，受益人数占总人口数量的5.3%，其中787份为房租补助。

### 商业
2021年，波尔尼克境内共有各类实体商铺549家，其中餐厅85家、大型超市7家、杂货店7家、面包房14家、肉铺1家、书店6家、装饰品店4家、银行门店10家、美容美发店30家、汽车维修店20家。市区西北部建有大型开放式商业街区，有E.Leclerc、Super U、Lidl、迪卡侬、Gifi、Jardiland等购物商场。

### 体育
2021年，波尔尼克境内共有2家游泳池、3间体育馆、1座综合体育场、11处网球场、3处马术场、3处足球或橄榄球场、2处篮球或排球场以及1处高尔夫球场。
截至2023年2月，波尔尼克境内共有四家注册足球俱乐部。波尔尼克足球俱乐部（Pornic Foot，编号542491）是当地的代表性足球队，其主队2022至2023赛季参加卢瓦尔河地区大区足球联赛乙组（法国第七级别），其主场为新磨坊球场（Stade du Moulin Neuf）。

### 环境
波尔尼克的环境事务由其所属的波尔尼克雷地区城市圈公共社区联合各级政府协调负责。2021年，波尔尼克境内共有1家污染企业。

### 治安
2021年，波尔尼克市镇范围内有1处宪兵队。
波尔尼克国家宪兵队（zone gendarmerie de Pornic）的管辖范围共包括25个市镇。2020年，该宪兵队累计记录各类案件4,090起，其中盗窃类案件2,294起，经济类案件540起，毒品交易类案件220起。

## 文化
2021年，波尔尼克境内有2家电影院。波尔尼克建有阿梅尔·德维姆多媒体中心（Médiathèque Armel de Wismes），每周二至六向公众开放。

### 建筑
波尔尼克境内有多处历史建筑，其中波尔尼克城堡是法国国家文物保护单位，圣吉勒教堂（Église Saint-Gilles de Pornic）则是当地的地标性建筑物。

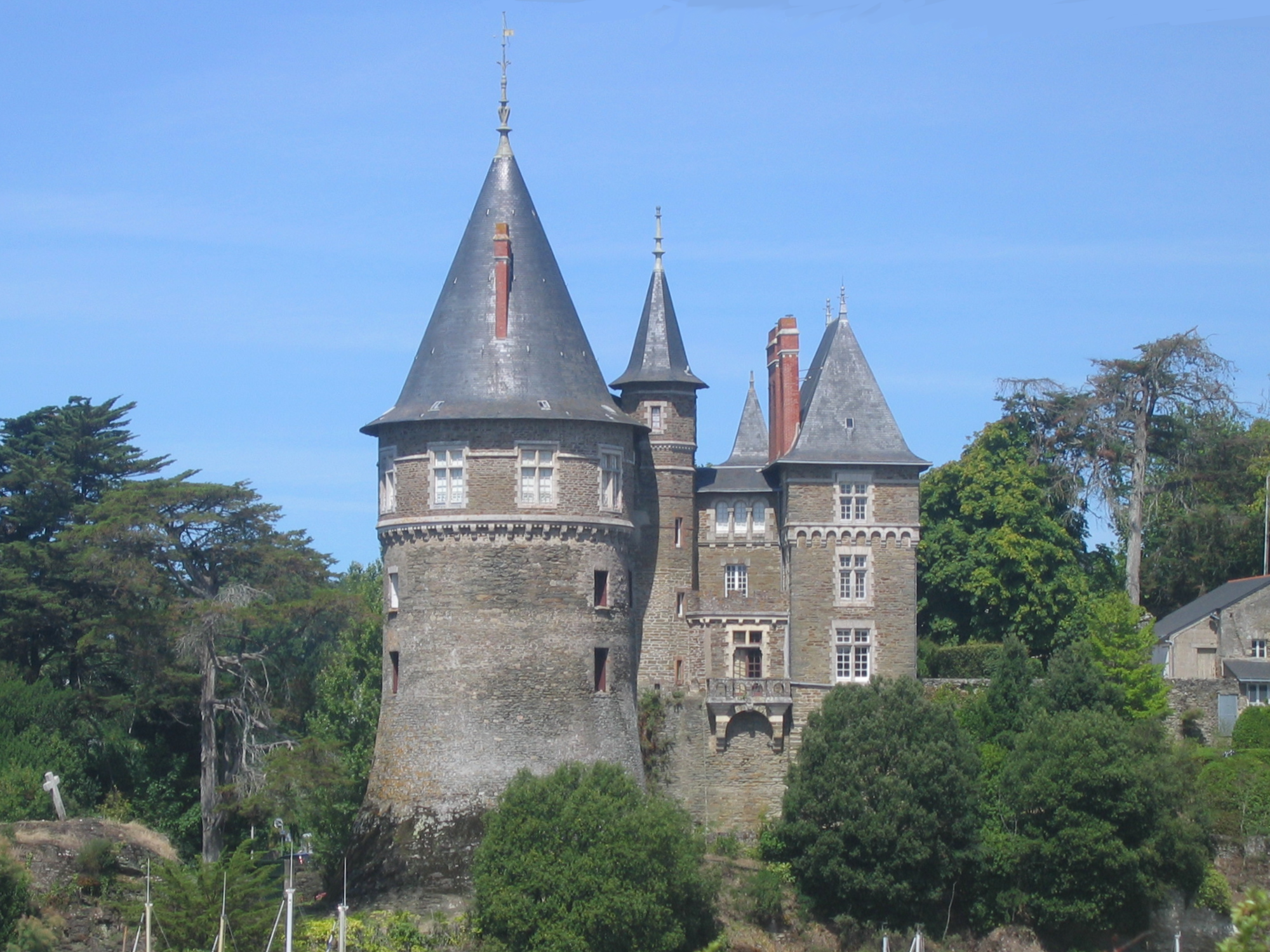
波尔尼克城堡（法语：Château de Pornic）
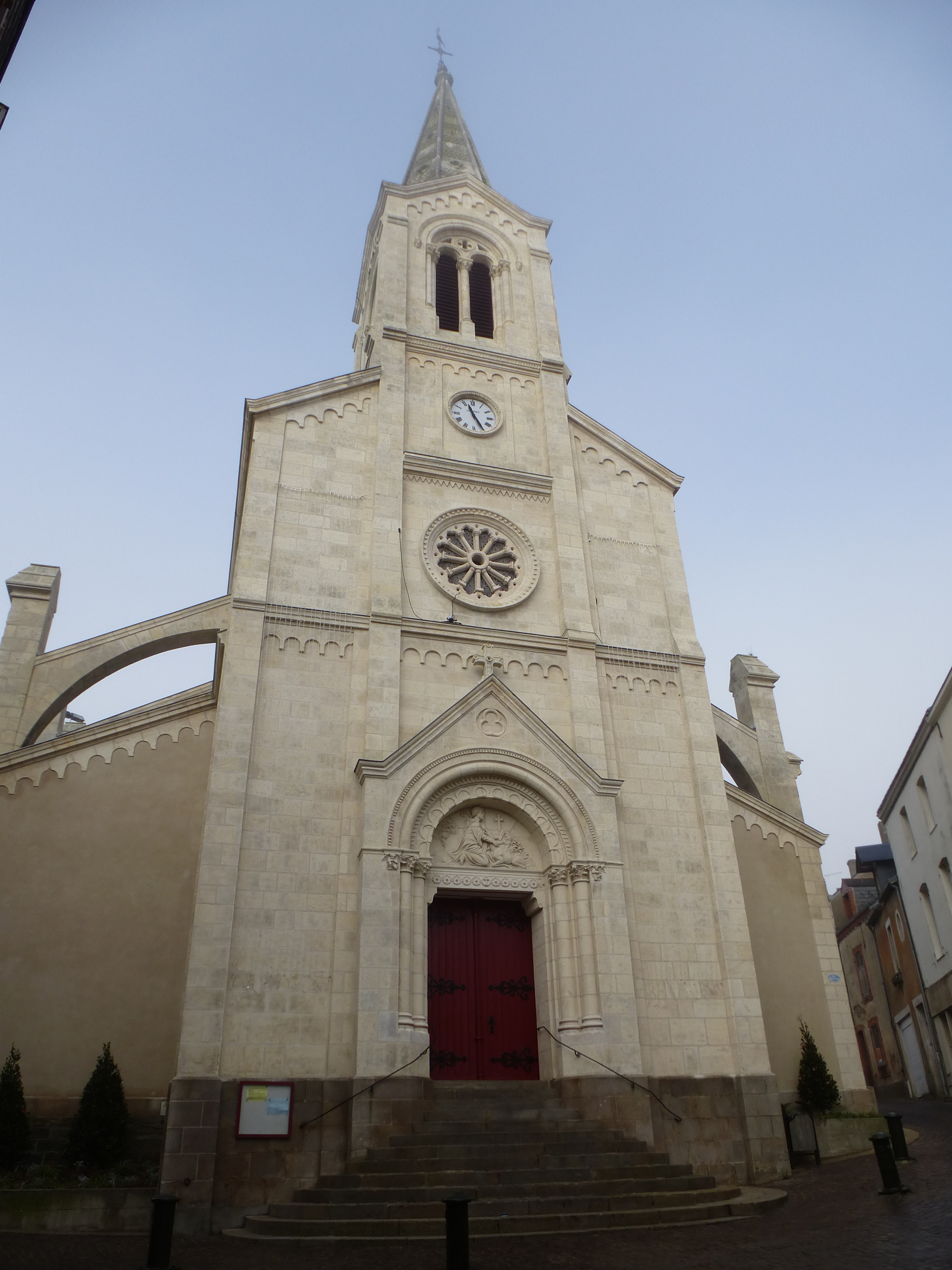
圣吉勒教堂
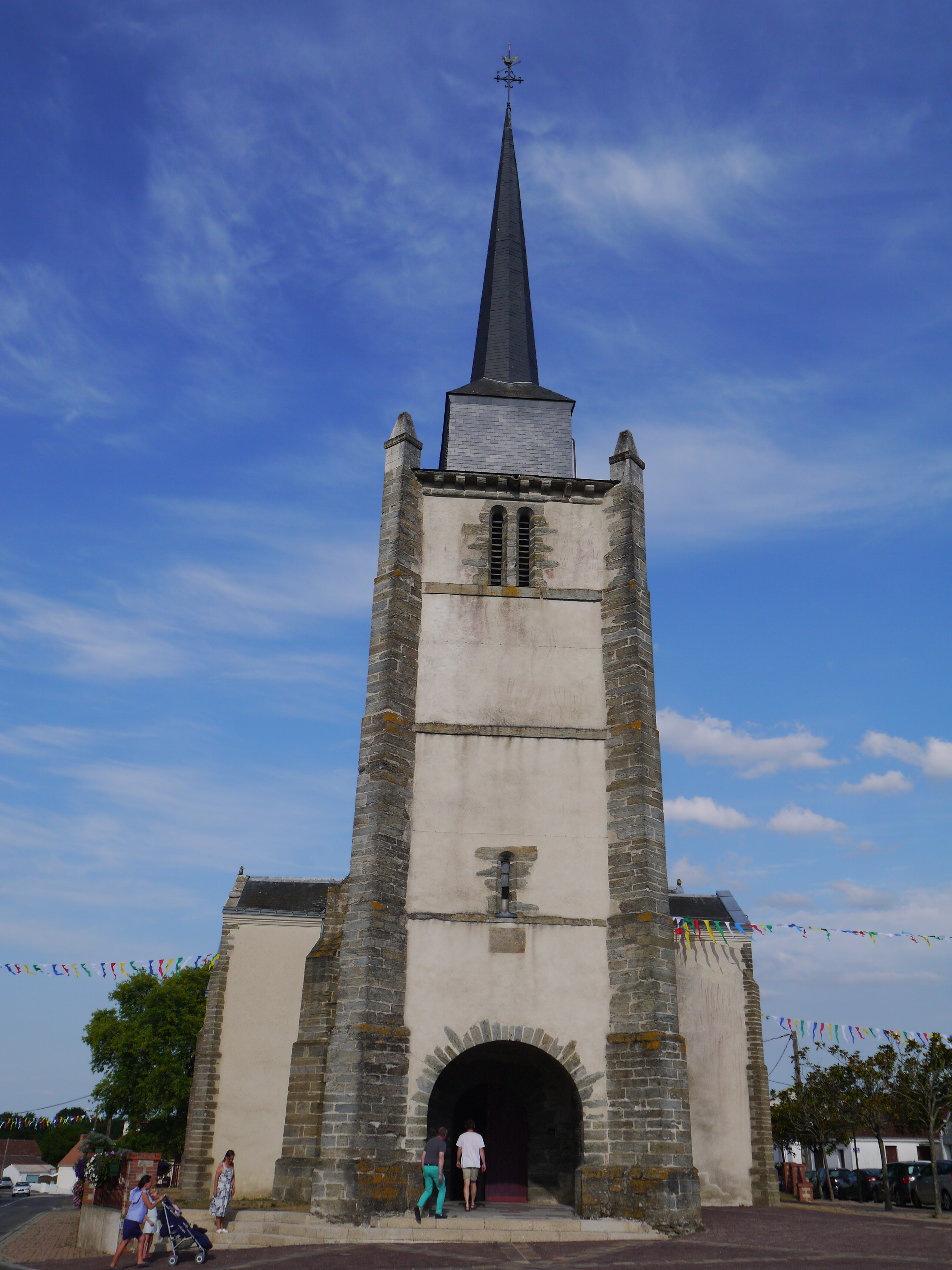
勒克里永教堂
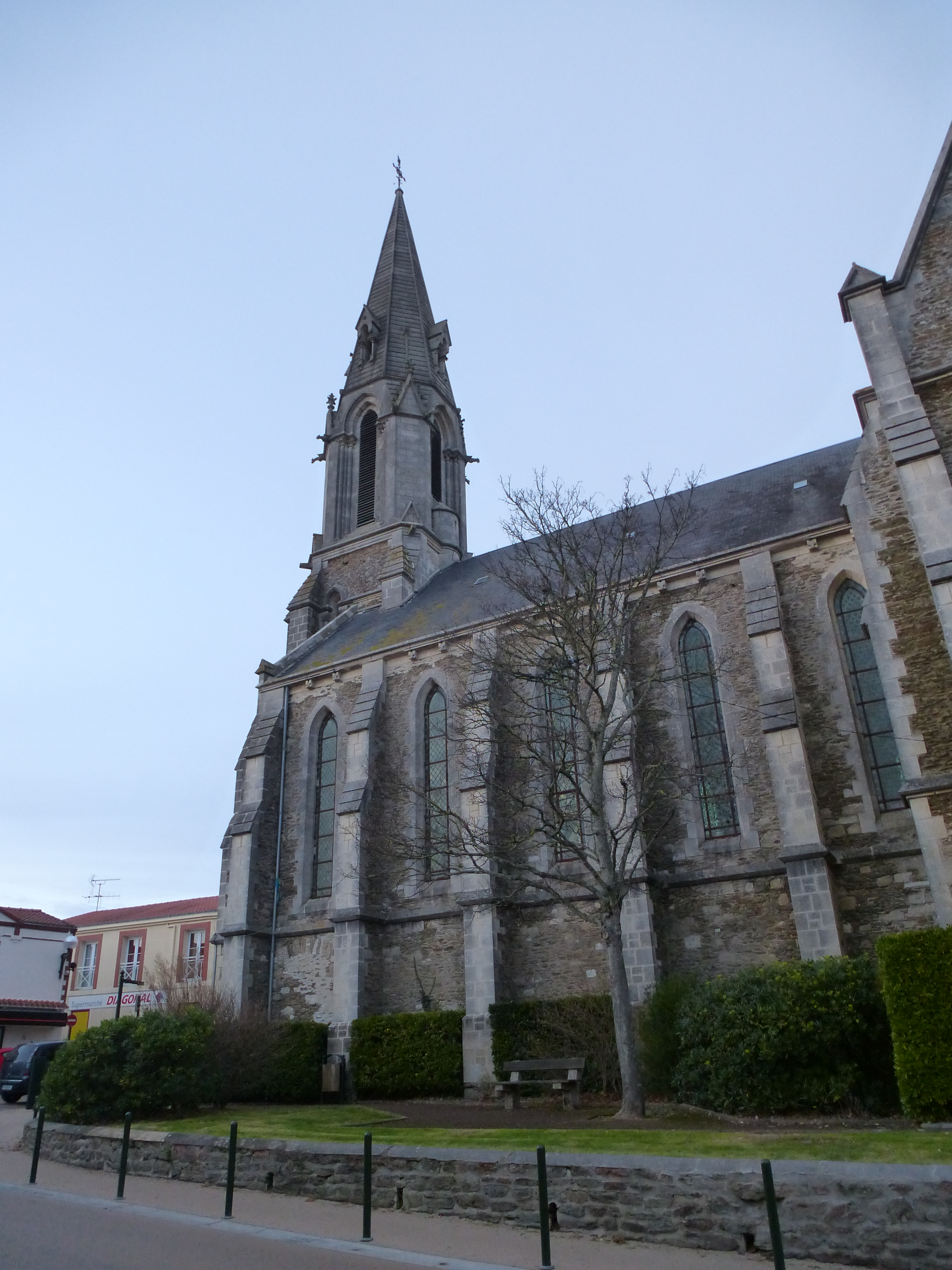
圣玛丽修道院
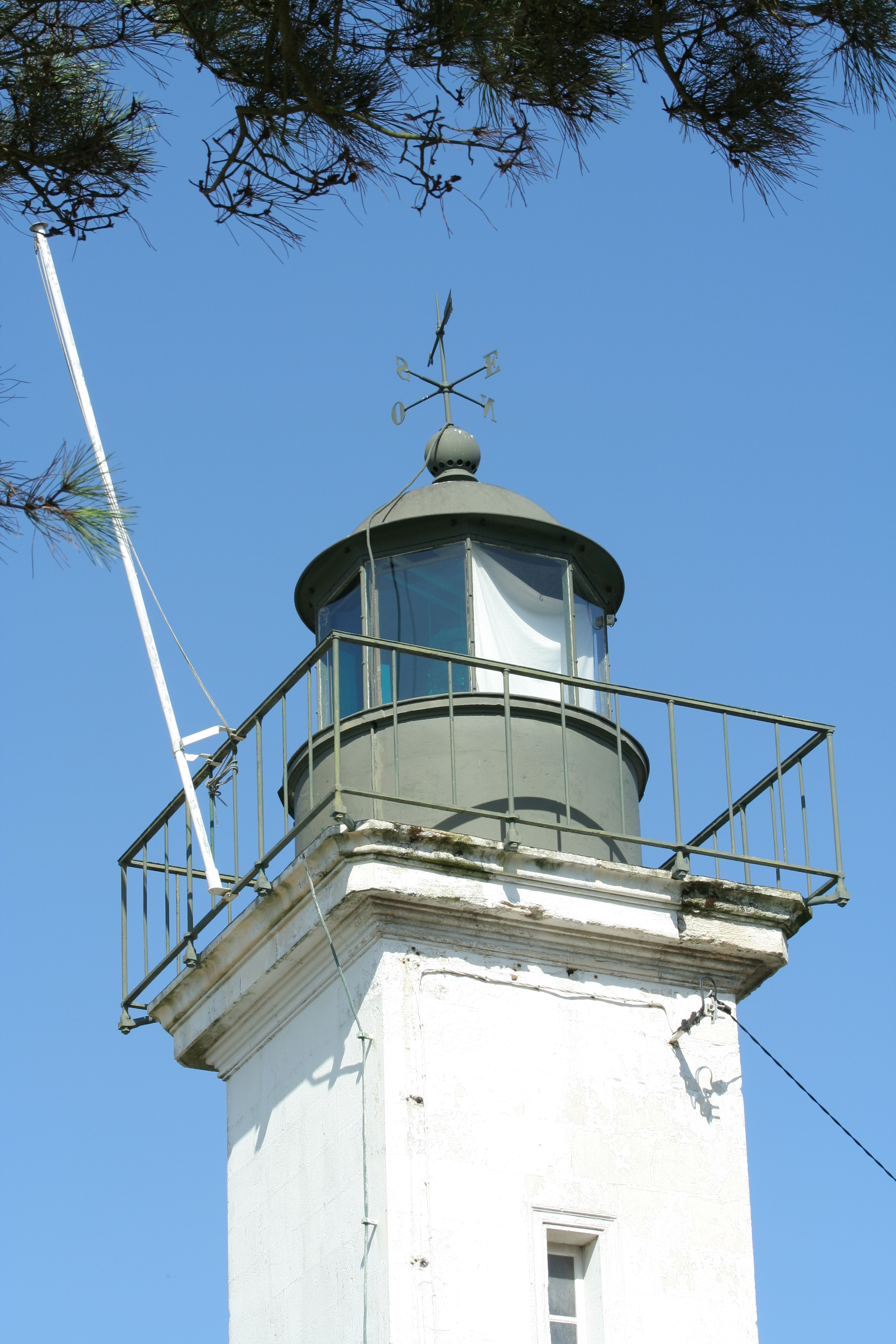
诺埃韦亚尔灯塔
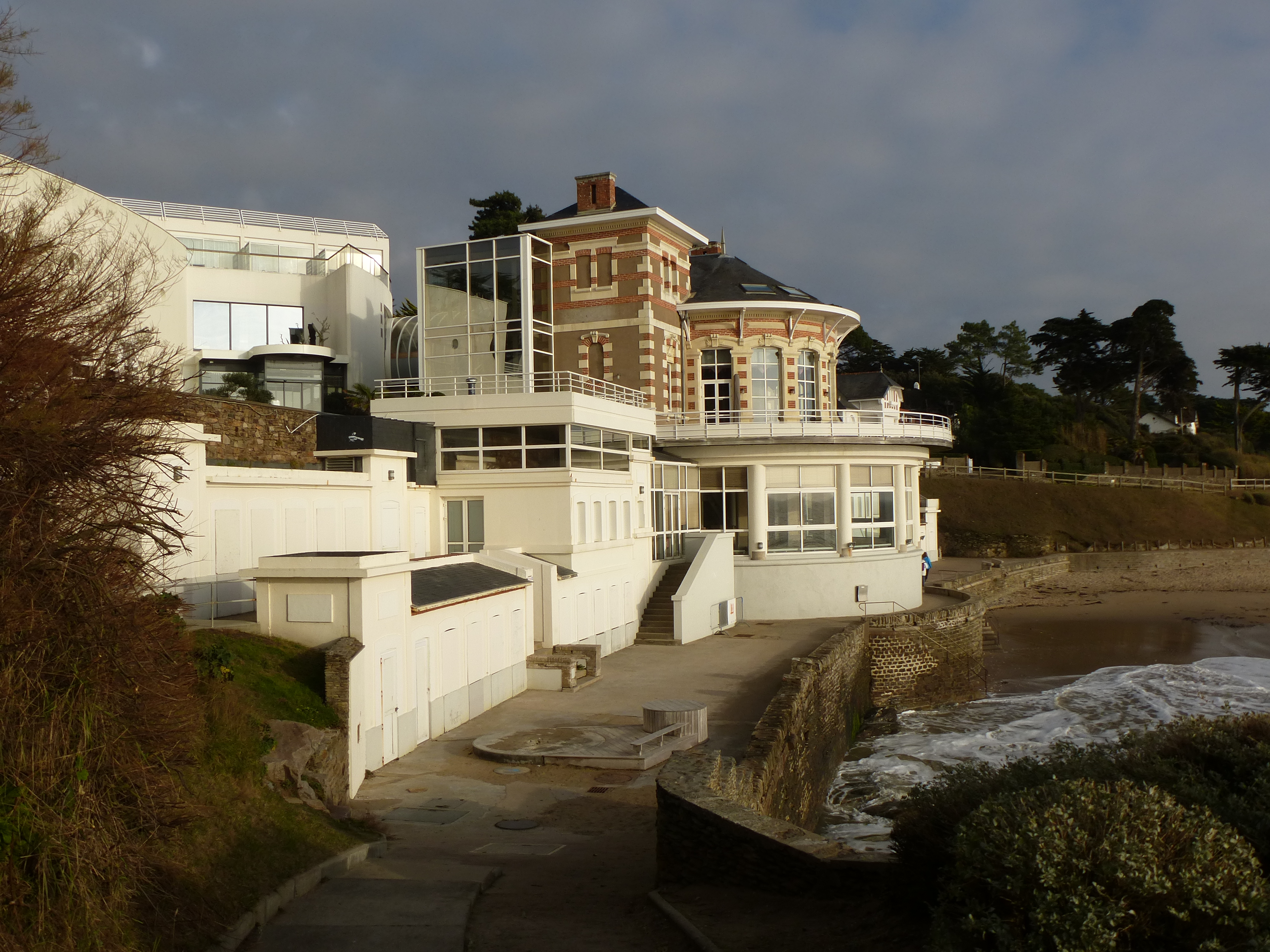
水疗中心
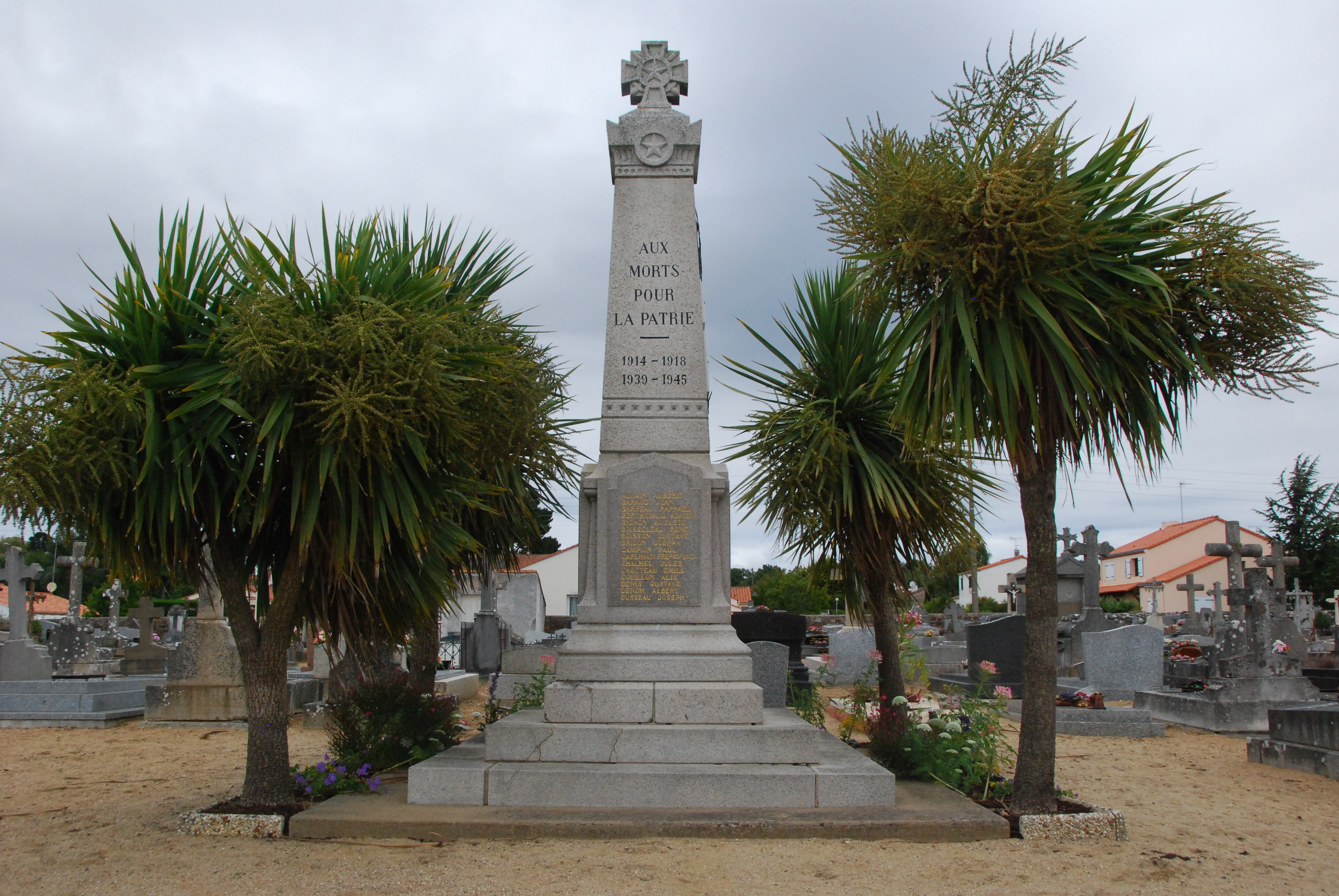
烈士纪念碑
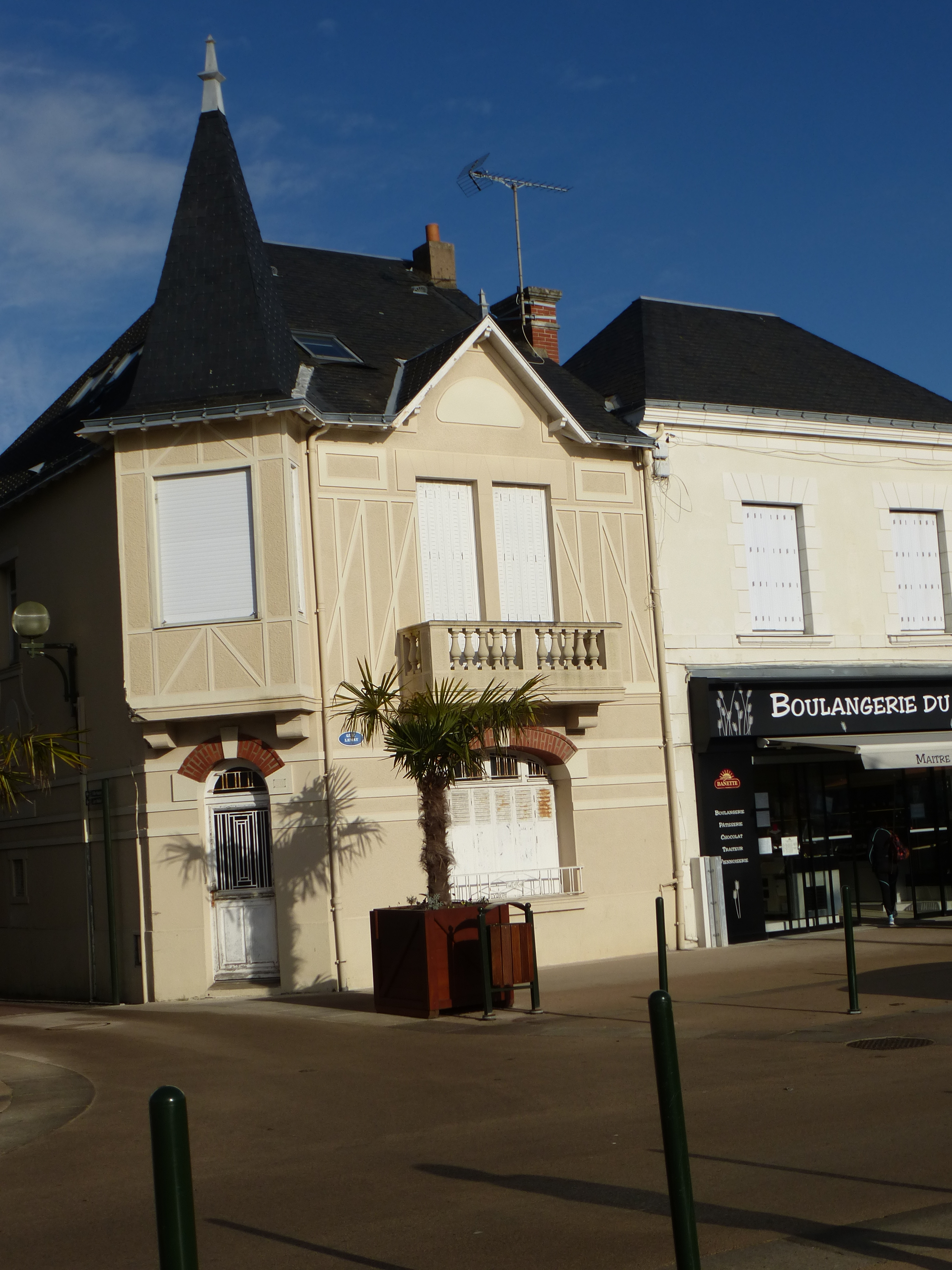
一处民居

### 旅游

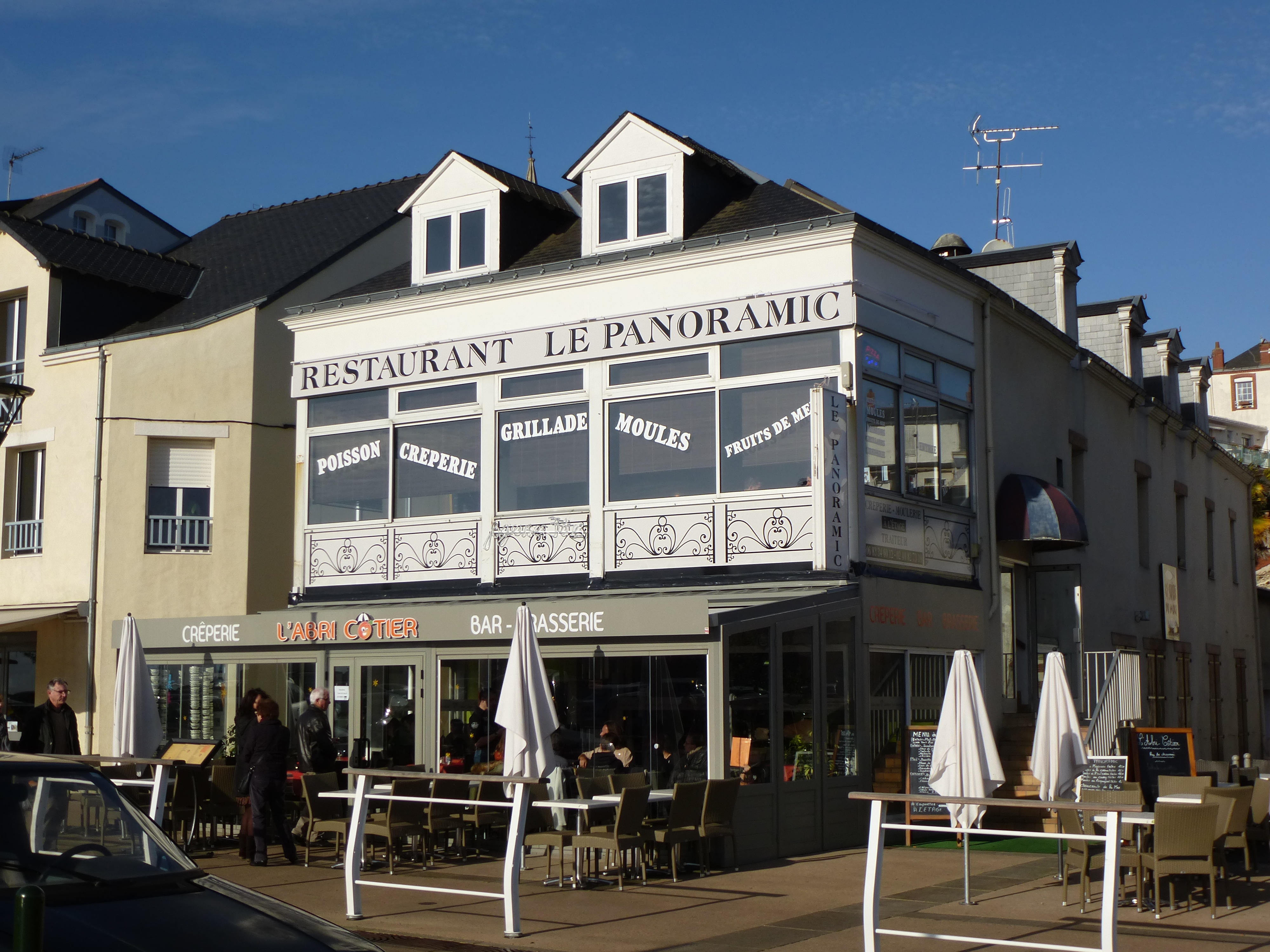
波尔尼克的一处餐厅

波尔尼克的旅游事务由其所属的波尔尼克雷地区城市圈公共社区负责。2022年，波尔尼克境内共有6家酒店共计282间房间；另有7个露营地，可容纳共1,711辆露营车。

### 媒体
法国主要的媒体均可在波尔尼克接收，法国电视三台下属的卢瓦尔河地区大区频道在部分时段播出波尔尼克所在大西洋卢瓦尔省的地方新闻。《大洋报》（隶属于《法国西部报》）、蓝色法兰西卢瓦尔大洋广播、云雀广播、南特电视台等是当地主要的地方性媒体。

## 友好城市
截至2023年2月，波尔尼克共与三座城市互为友好城市关系：
- 德国 莱茵河畔林茨
- 西班牙 巴约纳
- 英格兰 Newby and Scalby